# 4716 Urey
4716 Urey је астероид главног астероидног појаса чија средња удаљеност од Сунца износи 3,176 астрономских јединица (АЈ).
Апсолутна магнитуда астероида је 11,7.